# レイ・ジェイ
レイ・ジェイ（Ray J、本名：Willie Ray Norwood, Jr.、1981年1月17日 - ）はアメリカ合衆国の男性歌手、音楽プロデューサー、俳優、テレビパーソナリティ。
父はゴスペル歌手のウィリー・ノーウッド、母はSonja Bates-Norwood、姉はR&B歌手のブランディ。

## 人物
1997年にアルバム『Everything you want』でデビューする。
恋人だったキム・カーダシアンとの性行為を収録した映像がインターネット上に流出し、後に彼はこれをDVDで発表した。これは彼の奇行として伝えられるが、カーダシアンがビデオをリークしたという情報もある。ちなみにカーダシアンは姉ブランディのスタイリストをしていた。
複数の女性から自分の恋人を選ぶという内容のリアリティ番組『For the love of Ray J』に出演。

## ディスコグラフィ

### アルバム
- Everything you want (1997)
- This ain't a game (2001)
- Raydiation (2005)
- All I feel (2008)
- For the love of Ray (2009)

## 出演作品

### 映画
- Friday (1995)
- マーズ・アタック! Mars Attacks! (1996)
- スティール Steel (1997)
- アフターショック/ニューヨーク大地震 Aftershock: Earthquake in New York(1999)
- Christmas at Water's Edge (2004)
- Kim Kardashian, Superstar (ポルノ映画) (2006)

### テレビ番組
- The Sinbad Show
- モエシャ Moesha
- One on One
- Black Sash
- BET Countdown
- All Thatゲスト歌手
- Wild N Out
- For the Love of Ray J